# Bąków (województwo śląskie)

Nieoficjalny herb wsi Bąków

Bąków (czes. Bonkov, niem. Bonkau) – wieś sołecka w Polsce, położona w województwie śląskim, w powiecie cieszyńskim, w gminie Strumień.
W latach 1975–1998 miejscowość położona była w województwie bielskim.
Wieś leży w historycznych granicach regionu Śląska Cieszyńskiego, geograficznie zaś leży w regionie Dolina Górnej Wisły, będącej częścią Kotliny Oświęcimskiej. Powierzchnia sołectwa wynosi 591 ha, a liczba ludności 1875.

## Integralne części wsi
| SIMC    | Nazwa      | Rodzaj    |
| ------- | ---------- | --------- |
| 0068038 | Dwór       | część wsi |
| 0068044 | Łęg        | część wsi |
| 0068050 | Nowy Świat | część wsi |
| 0068067 | Rychułd    | część wsi |

## Historia
Po raz pierwszy Rychułd wzmiankowano w 1416, zaś Bąków w 1536. W 1552 Bąków został podarowany przez księcia Wacława III Adama Piotrowi Czelo z Czechowic na Małych Kończycach. W posiadaniu tej rodziny zarówno Bąków, jak i Rychułd były jeszcze na początku XVII w., lecz w 1619 przeszły w posiadanie Bludowskich poprzez małżeństwo Fryderyka Bludowskiego z Katarzyną Czelo. Dobra te w 1737 Gottlieba Agnet, ich prawnuczka, sprzedała Christianowi Kalischowi.
W XIX w. Bąków i Rychułd zyskały wspólnego wójta i urząd gminny Bąków – Rychułd, co trwało do 1945.
Według austriackiego spisu ludności z 1900 w 49 budynkach w Bąkowie (w tym 20 w Rychułdzie) na obszarze 523 hektarów mieszkało 403 osób (w tym 180 w Rychułdzie), co dawało gęstość zaludnienia równą 77,1 os./km². z tego 162 (40,2%) mieszkańców było katolikami (115, 51,6% w Bąkowie a 47, 26,1% w Rychułdzie), 235 (58,3%) ewangelikami (108, 48,4% w Bąkowie a 127, 70,6% w Rychułdzie) a 6 (3,3%) wyznawcami judaizmu (wszyscy w Rychułdzie), 379 (94%) było polsko- a 9 (2,2%) niemieckojęzycznymi (w tym 8 w Rychułdzie). Do 1910 liczba mieszkańców wzrosła do 428 (251 w Bąkowie, a 177 w Rychułdzie), z czego 417 zameldowanych było na stałe. Ze względu na używany język potoczny 46 (11%, 40 z nich w Rychułdzie) osób było niemiecko- a 371 (88,97%) polskojęzycznymi. Podział według religii kształtował się następująco: 205 (47,9%, w tym 135 w Bąkowie i 70 w Rychułdzie) katolików, 214 (50%, w tym 116 w Bąkowie i 98 w Rychułdzie) ewangelików i 9 (2,1%, wszyscy w Rychułdzie) wyznawców judaizmu.
Po zakończeniu I wojny światowej tereny, na których leży miejscowość - Śląsk Cieszyński stał się punktem sporu pomiędzy Polską i Czechosłowacją. W 1918 roku na bazie Straży Obywatelskiej miejscowi Polacy utworzyli lokalny oddział Milicji Polskiej Śląska Cieszyńskiego, który podlegał organizacyjnie 13 kompanii w Strumieniu.

## Religia
Na terenie wsi działalność duszpasterską prowadzą następujące Kościoły:
- Kościół Ewangelicko-Augsburski (filiał parafii w Drogomyślu);
- Kościół Rzymskokatolicki (parafia Miłosierdzia Bożego).

## Edukacja
- Zespół Szkolno-Przedszkolny;
  - Przedszkole;
  - Szkoła Podstawowa.

## Galeria

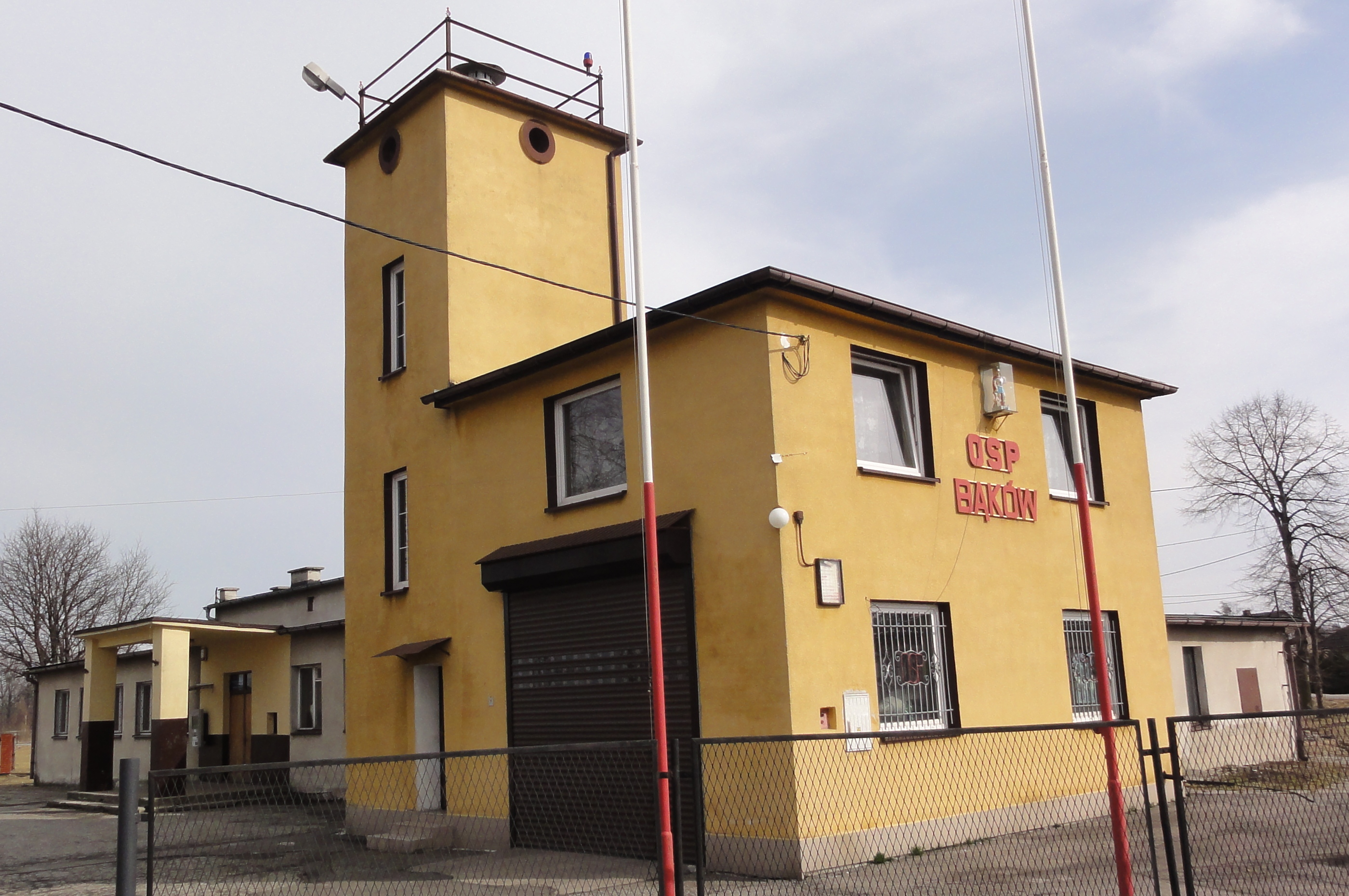
OSP w Bąkowie przed remontem w 2013
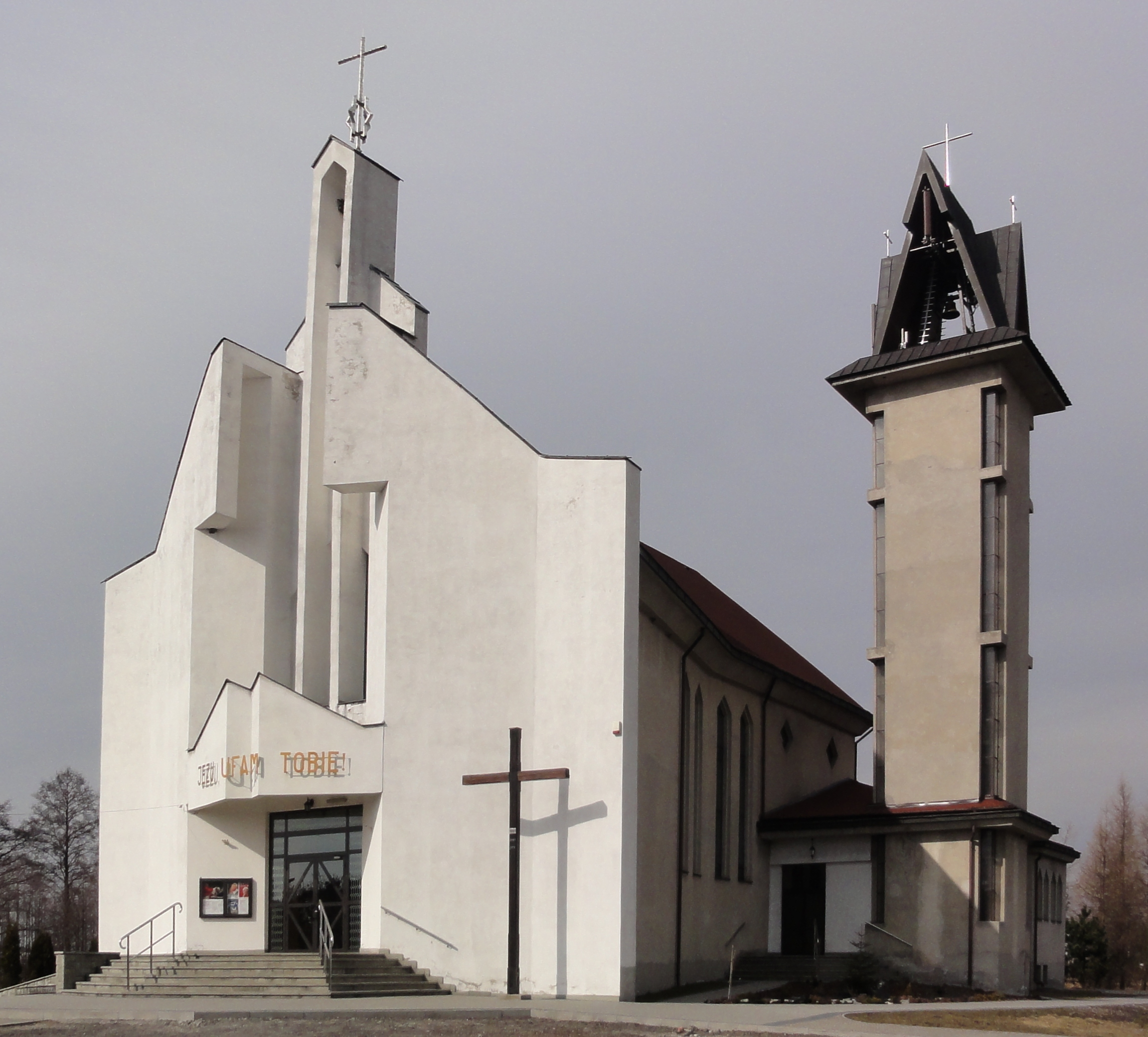
Katolicki kościół parafialny Miłosierdzia Bożego